# 平川商事
平川商事株式会社（ひらかわしょうじ、英称：Hirakawa Corporation）は、大阪府八尾市に本社を持つアミューズメント系総合企業。大阪府・奈良県内でパチンコチェーン店「アロー」を中心にゴルフ場、健康ランドを運営している。

## CM出演者
- 笑福亭学光 - 奈良健康ランドのCMに出演。1998年、『探偵!ナイトスクープ』に視聴者から『「奈良健康ランド」のCMに学光の局部が映っているかもしれないので、調査して欲しい』という依頼が寄せられ、調査VTRに出演していた。
- ほしのあき - 2009年まで、パチンコアロー、奈良健康ランドのCMに出演していた。
- チェ・ジウ - 2010年から、平川商事のイメージキャラクター。
- 辻本茂雄、伊賀健二 - 2017年

## 営業店舗

### パチンコ

#### 大阪府
- ARROW ナンバHIPS
- ARROW 浪速店
- HYPER ARROW（深井店）
- HYPER ARROW 泉北店
- 深井アロー
- ARROW 栂店
- ARROW 八尾駅前店
- ARROW 志紀店
- ARROW 志紀駅前店
- HYPER ARROW 松ヶ丘店
- ARROW 松原店
- ARROW 寝屋川池田店
- ARROW 大東店
- HYPER ARROW 美原店

#### 奈良県
- ARROW 天理店
- ARROW 法隆寺店
- ARROW 大和小泉店

#### 関東エリア
- ARROW 池上店
- ARROW 平塚店

### ボウリング
- ボウルアロー八尾店（パチンコARROW志紀店の道路向かい）
- ボウルアロー松原店（パチンコARROW松原店併設）

ボウルアロー松原店は、女子プロボウリングの大岡産業レディース［THE OPEN］トーナメントの会場となっているほか、プロテストの西日本地区の会場となっているなど関西地方のプロボウリングの拠点の一つとなっている。

### ゴルフ
- 太子カントリークラブ
- KOMAカントリークラブ
- 玄海ゴルフクラブ
- 筑紫野カントリークラブ
- ホアカレイカントリークラブ（アメリカ合衆国・ハワイ州）

### ホテル
- sankara hotel & spa屋久島
- CASTLE HOTEL&SPA TARRYTOWN NEW YORK
- 天然大和温泉 奈良健康ランド 奈良プラザホテル
- ホテル奈良さくらいの郷
- samana hotel（旧：JRホテル屋久島）